# Кёссен де Лафосс, Шарль Александр
Шарль Александр Кёссен де Лафосс (фр. Charles-Alexandre Coëssin de la Fosse; 7 сентября 1829, Лизье — 9 июля 1910, Париж) — французский художник.

## Биография
Родился в Лизье, в нормандском департаменте Кальвадос. Провёл свою юность в семейном поместье в Крутте (департамент Орн). Учился в Школе изящных искусств в Париже у Франсуа Пико и Тома Кутюра. Впервые выставил свои картины в парижском Салоне в 1857 году, после чего выставлялся регулярно. 
Выходец из дворянской семьи, из региона, по касательной затронутого Вандейским восстанием, Кёссен де Лафосс неоднократно изображал на своих картинах шуанов или отдельные эпизоды шуанерии и вандейской войны. Он также любил изображать католические богослужения, писал картины на религиозны сюжет, а кроме того — жанровые и мифологические сцены. 
На одной из самых известных его картин, посвящённых шуанерии, несколько повстанцев, в основном вооружённые крестьяне, ждут своего часа, сидя в засаде в небольшой ложбине у дороги. Художник мастерски играет со светотенью, создаёт необходимое напряжение в статичном по своему характеру полотне, что было по достоинству оценено современными ему критиками. Сегодня эта картина, известная под названием «Засада», хранится в коллекции музея истории и искусств Шоле.
Кёссен де Лафосс жил и работал в Париже на бульваре Ланн. Он скончался в Париже в 1910 году. Творчество Кёссена де Лафосса надолго было забыто. Только картины, посвящённые шуанам, оставались востребованными во всех публикациях на соответствующий сюжет. 

## Галерея

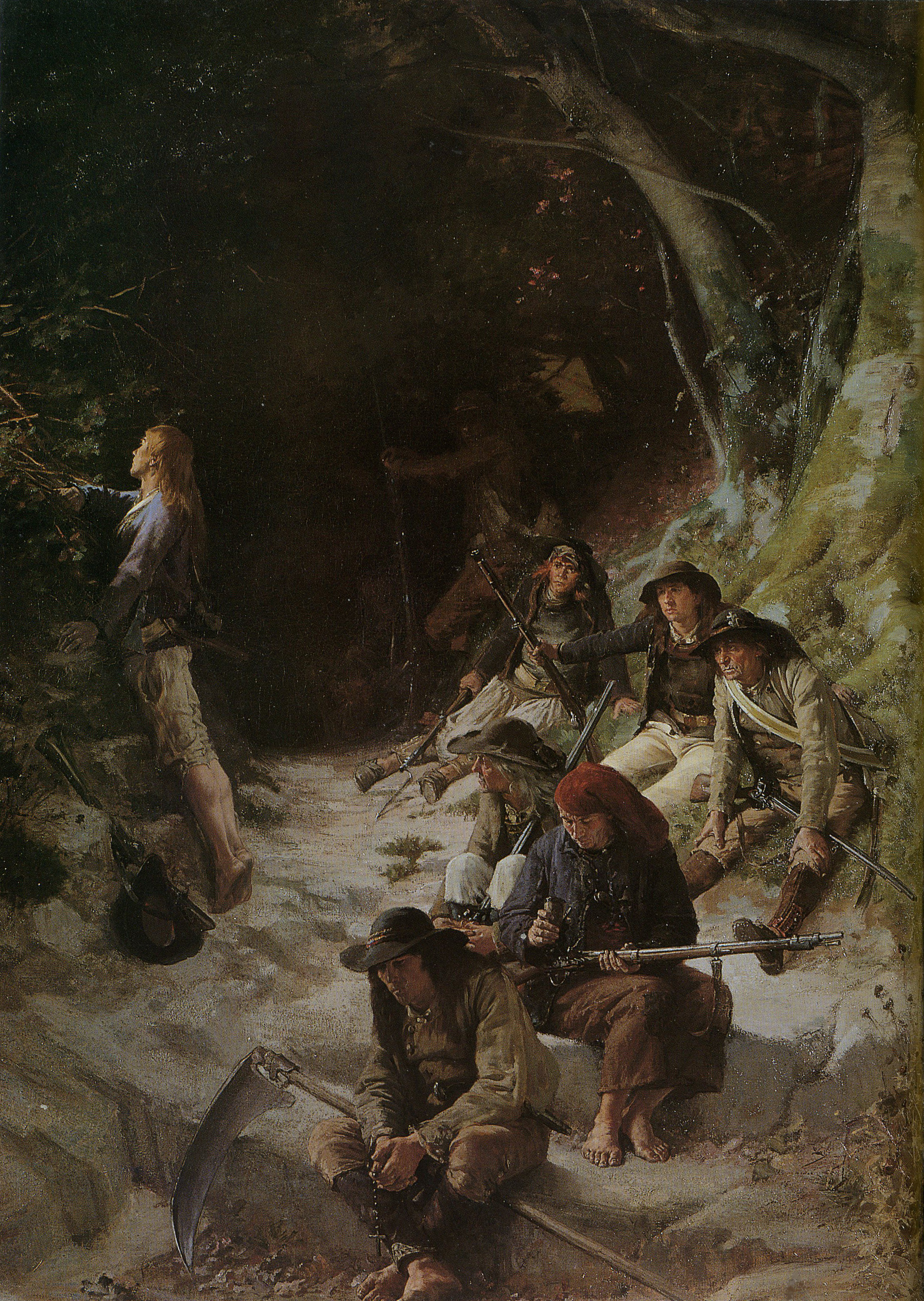
Засада, 1883, музей истории и искусств Шоле.
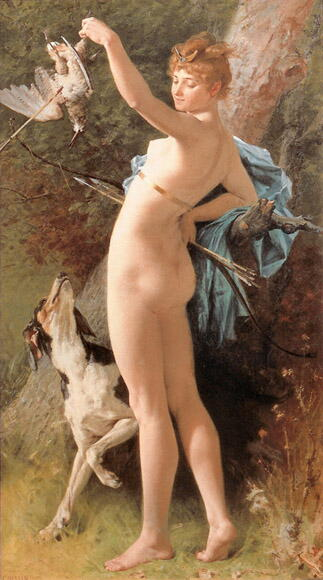
Диана, 1889.
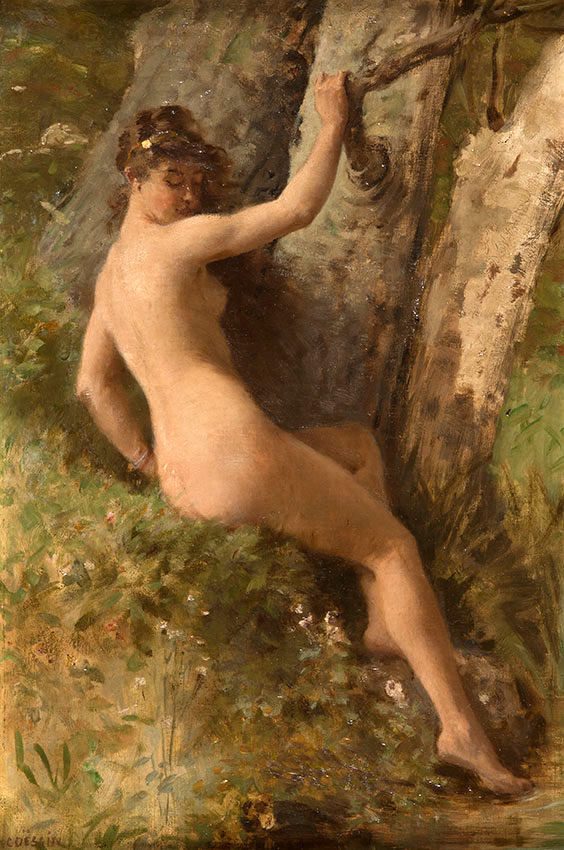
Купальщица.
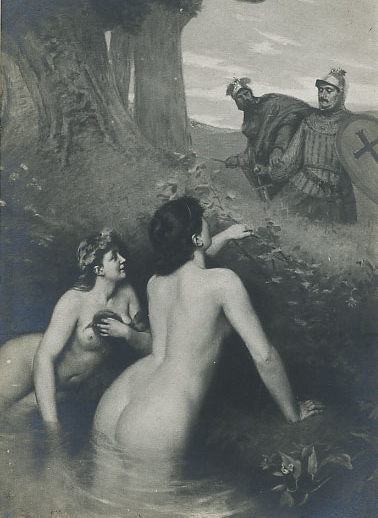
Рыцари в садах Армиды.
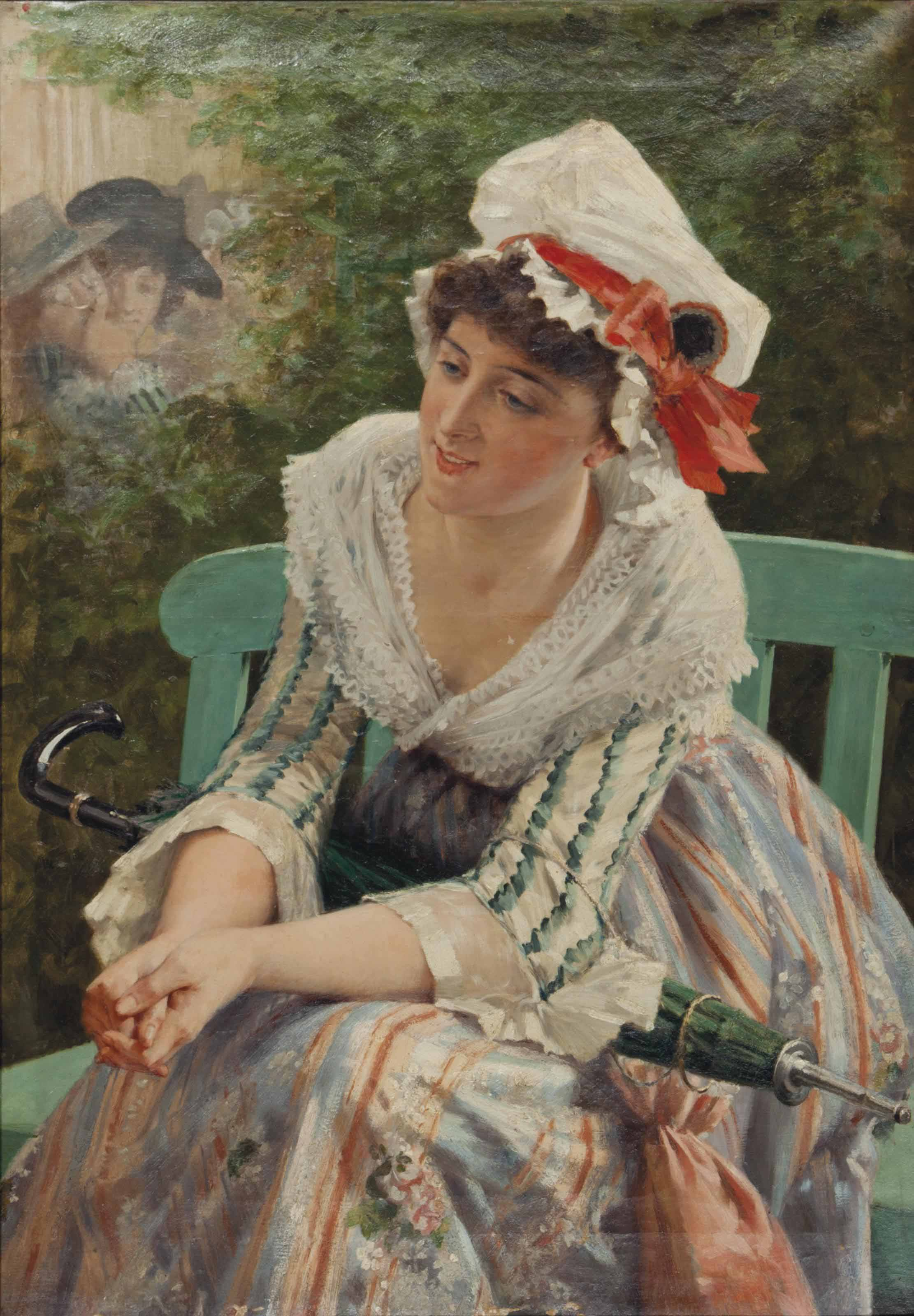
Сельская девушка.
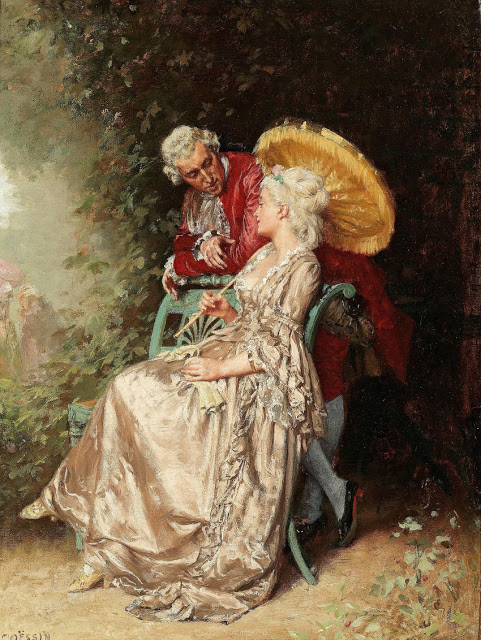
Конфиденциальный разговор.
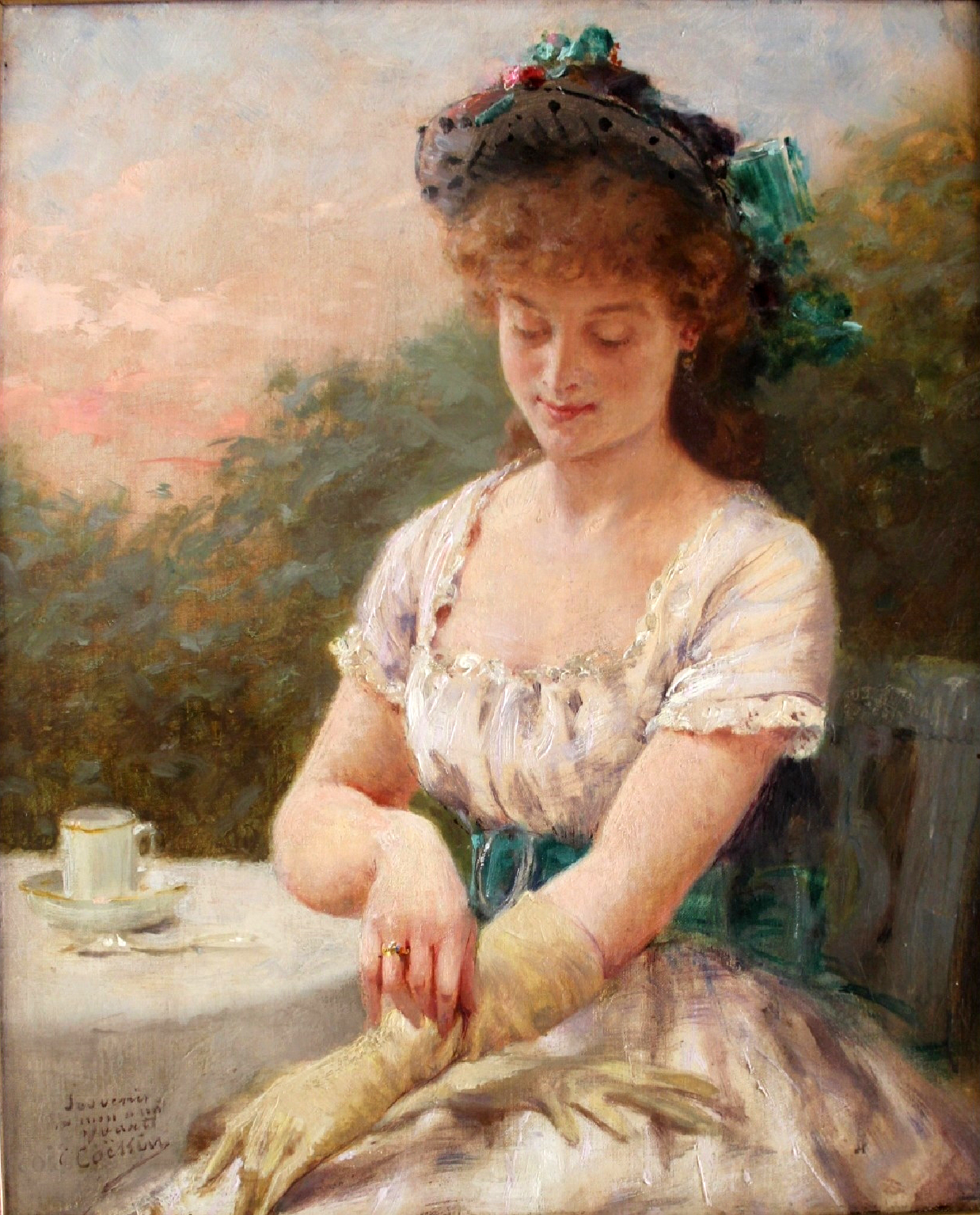
Жёлтые перчатки.
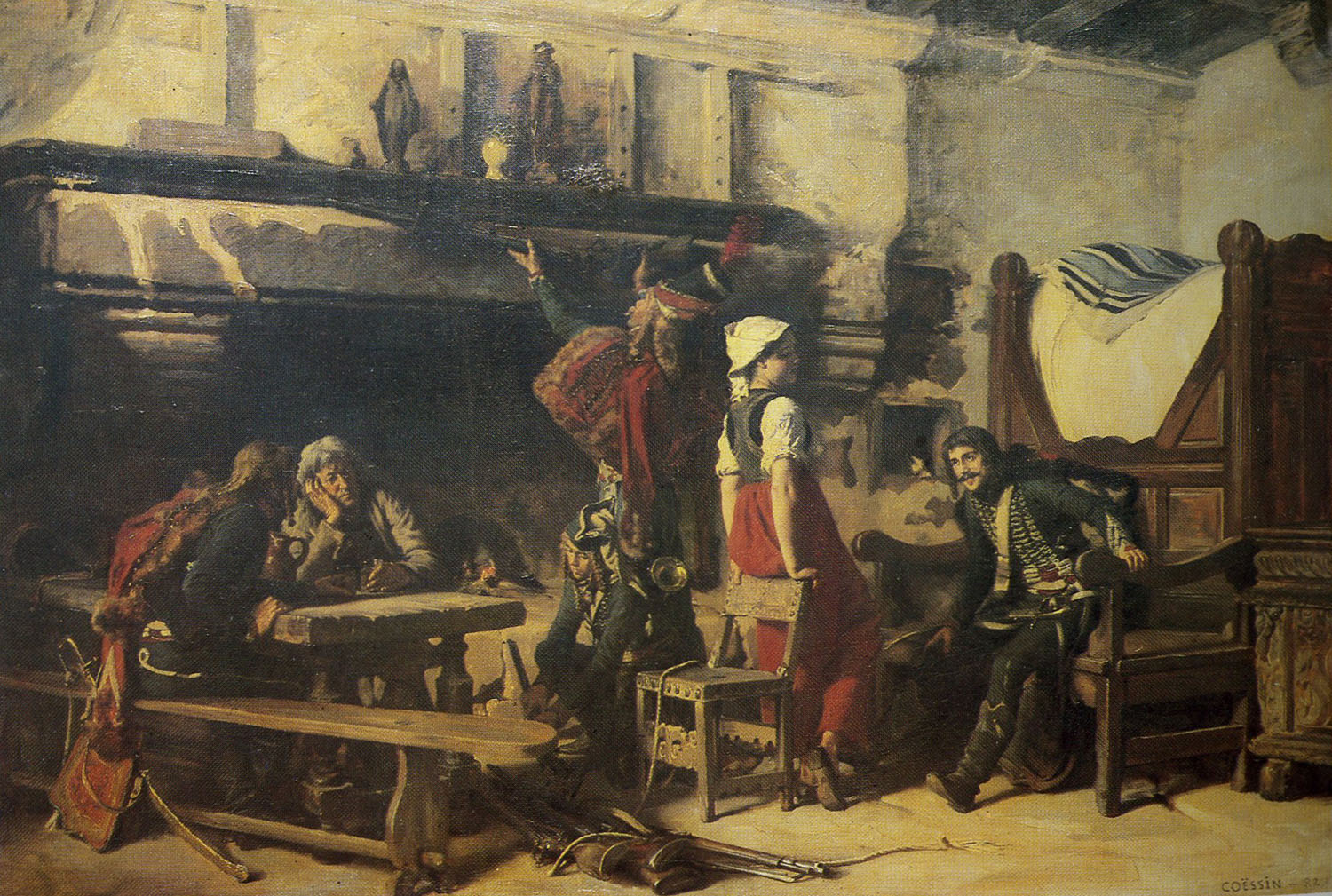
Республиканцы в Вандее.